# Germaine Tillion
Germaine Tillion (Allègre, 30 de mayo de 1907 – Saint-Mandé, 18 de abril de 2008) fue una etnóloga francesa, discípula de Marcel Mauss. Fue premio Pulitzer en 1947 y está enterrada en el Panteón de París.

## Biografía
Tillion pasó su juventud con su familia en Clermont-Ferrand. Se fue a París para estudiar antropología social con Marcel Mauss y Louis Massignon, obteniendo títulos de la École pratique des hautes études, la École du Louvre y el INALCO. Cuatro veces entre 1934 y 1940 realizó trabajos de campo en Argelia, estudiando a los bereberes y chaoui en la región de Aures, en el noreste de Argelia, para preparar su doctorado en antropología.

## Segunda Guerra Mundial

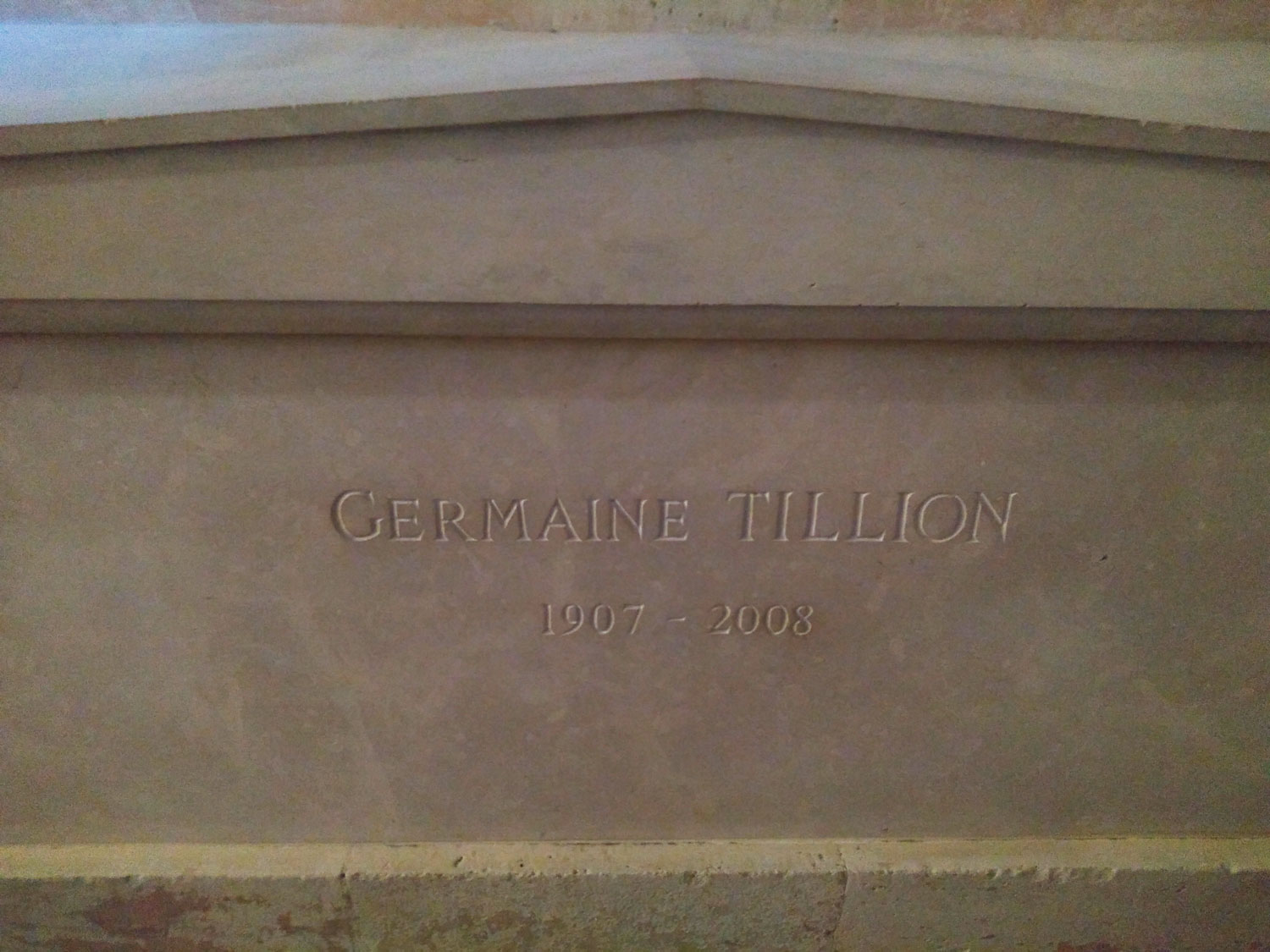
Imagen de su sepultura en el Panteón de París.

Durante la Segunda Guerra Mundial se destacó en la resistencia francesa, habiendo sido agraciada con el premio Pulitzer en 1947 por sus actos heroicos durante el conflicto. Posteriormente, participó también de la lucha contra la tortura y por la independencia de Argelia.